# روزماري (ألبرتا)
روزماري (بالإنجليزية: Rosemary, Alberta)‏ هي مستوطنة تقع في كندا في ألبرتا. يقدر عدد سكانها بـ 342 نسمة ومساحتها 0.56 كم2 وترتفع عن سطح البحر 745 متر.